# فرودگاه پاتانکوت
 فرودگاه پاتانکوت (به انگلیسی: Pathankot Airport) یک فرودگاه نظامی با کد یاتا IXP است که یک باند فرود آسفالت دارد و طول باند آن ۲۷۳۴ متر است. این فرودگاه در کشور هند قرار دارد و در ارتفاع ۳۱۰ متری از سطح دریا واقع شده است.